# Hyphessobrycon togoi
Hyphessobrycon togoi är en fiskart som beskrevs av Miquelarena och López 2006. Hyphessobrycon togoi ingår i släktet Hyphessobrycon och familjen Characidae. Inga underarter finns listade i Catalogue of Life.